# Ruy Ramos
Ruy Ramos (født 9. februar 1957) er en japansk fodboldspiller.

## Japans fodboldlandshold
| Japans landshold | Japans landshold | Japans landshold |
| År               | Kmp              | Mål              |
| ---------------- | ---------------- | ---------------- |
| 1990             | 3                | 0                |
| 1991             | 2                | 0                |
| 1992             | 10               | 0                |
| 1993             | 14               | 1                |
| 1994             | 0                | 0                |
| 1995             | 3                | 0                |
| Total            | 32               | 1                |